# Joachim Matthes (Filmproduzent)
Joachim Matthes (* 14. April 1915 in Berlin; † nach 1961) war ein deutscher Kaufmann und Filmproduzent sowie bei einem Film auch Drehbuchautor.

## Leben und Wirken
Der Sohn des Kaufmanns Karl Matthes besuchte in Berlin das Humboldt-Realgymnasium. Nach dem Schulabschluss stieg Joachim Matthes in die Fußstapfen des Vaters und wurde ebenfalls Kaufmann, mit eigener Firma bis 1944 in Berlin (Joachim Matthes & Co.). Nach Kriegsende 1945 verließ er die zerstörte Hauptstadt und übersiedelte nach Hamburg. Hier gründete Joachim Matthes 1946 die Filmgesellschaft Camera-Filmproduktion GmbH Hamburg, der er auch als Geschäftsführer vorstand. Die ersten Filme entstanden in enger Zusammenarbeit mit dem renommierten Regisseur Helmut Käutner bzw. dessen einstigem Regieassistenten Rudolf Jugert (In jenen Tagen, Film ohne Titel, Der Apfel ist ab, Hallo Fräulein!). Bei Jugerts Inszenierung Einmaleins der Ehe beteiligte sich Matthes auch am Drehbuch.
Nach der Produktion des bezüglich des vorgesehenen Regisseurs Wolfgang Staudte von allerlei Querelen begleiteten Kriminalfilms Gift im Zoo verlor Matthes offensichtlich die Lust an der Filmherstellung, nahm 1952 einen erneuten Berufswechsel vor und wurde Mitinhaber der Heinz Oestergaard KG. Matthes‘ letztes Lebenszeichen stammt von 1961, als er in Hamburg-Othmarschen ansässig war.
Joachim Matthes war zeitweise mit der Filmschauspielerin Irene von Meyendorff verheiratet, der er in seiner letzten Produktion die weibliche Hauptrolle überantwortet hatte.

## Filmografie (komplett)
- 1947: In jenen Tagen
- 1947: Film ohne Titel
- 1948: Die Zeit mit Dir
- 1948: Der Apfel ist ab
- 1949: Hallo Fräulein!
- 1949: Einmaleins der Ehe (auch Co-Drehbuch)
- 1949: Geliebter Lügner
- 1949: Tromba
- 1949: Verspieltes Leben
- 1950: Insel ohne Moral
- 1951: Gift im Zoo